# Caecilia isthmica
Espèce
Statut de conservation UICN

 DD  : Données insuffisantes
Caecilia isthmica est une espèce de gymnophiones de la famille des Caeciliidae.

## Répartition
Cette espèce se rencontre à basse d'altitude :
- dans l'Est du Panamá ;
- en Colombie dans les basses terres des départements de Chocó et de Valle del Cauca.

## Publication originale
- Cope, 1878 "1877" : Tenth contribution to the herpetology of tropical America. Proceedings of the American Philosophical Society, vol. 17, p. 85–98 (texte intégral).